# Kasim Nuhu
Kasim Adams Nuhu (Kumasi, 22 juni 1995) is een Ghanees voetballer die doorgaans speelt als centrale verdediger. In juli 2025 verliet hij Servette. Nuhu maakte in 2017 zijn debuut in het Ghanees voetbalelftal.

## Clubcarrière
Nuhu speelde in de jeugd van Medeama en kwam later in de opleiding van Leganés terecht. In januari 2014 verliet de centrumverdediger die club voor Real Mallorca. Daar maakte hij zijn debuut op 28 september 2014, toen met 3–3 gelijkgespeeld werd tegen Barcelona B. Nuhu mocht in de basis beginnen en hij wist tweemaal te scoren dit duel. Door doelpunten van João Victor en Barcelona-spelers Jean Marie Dongou, Juan Cámara en Álex Grimaldo werd de eindstand bereikt.
In augustus 2016 werd de Ghanees voor de duur van één seizoen verhuurd aan Young Boys. Na dit seizoen werd Nuhu definitief overgenomen door Young Boys en hij kreeg een contract tot medio 2021. In de zomer van 2018 maakte de Ghanees voor circa acht miljoen euro de overstap naar 1899 Hoffenheim, waar hij zijn handtekening zette onder een verbintenis voor de duur van vijf seizoenen.
Een jaar na zijn komst werd Nuhu voor een seizoen verhuurd aan Fortuna Düsseldorf. Na zijn terugkeer speelde de Ghanees nog vijftien competitiewedstrijden in twee jaar, voor hij verhuurd werd aan FC Basel, met een optie tot koop. Deze optie werd niet gelicht en na zijn terugkeer bij Hoffenheim mocht hij definitief vertrekken bij Hoffenheim. Hierop tekende Adams voor een jaar bij Servette, met een optie op een seizoen extra.

## Clubstatistieken
| Seizoen | Club                 | Competitie       | Competitie | Competitie | Beker | Beker | Internationaal | Internationaal | Totaal | Totaal |
| Seizoen | Club                 | Competitie       | Wed.       | Dlp.       | Wed.  | Dlp.  | Wed.           | Dlp.           | Wed.   | Dlp.   |
| ------- | -------------------- | ---------------- | ---------- | ---------- | ----- | ----- | -------------- | -------------- | ------ | ------ |
| 2014/15 | Real Mallorca        | Segunda División | 20         | 2          | 0     | 0     | —              | —              | 20     | 2      |
| 2015/16 | Real Mallorca        | Segunda División | 6          | 0          | 0     | 0     | —              | —              | 6      | 0      |
| 2016/17 | → Young Boys         | Super League     | 18         | 0          | 2     | 0     | 4              | 0              | 24     | 0      |
| 2017/18 | Young Boys           | Super League     | 32         | 2          | 4     | 0     | 8              | 0              | 44     | 2      |
| 2018/19 | 1899 Hoffenheim      | Bundesliga       | 13         | 0          | 1     | 0     | 2              | 0              | 16     | 0      |
| 2019/20 | → Fortuna Düsseldorf | Bundesliga       | 13         | 1          | 2     | 1     | —              | —              | 15     | 2      |
| 2020/21 | 1899 Hoffenheim      | Bundesliga       | 12         | 0          | 2     | 0     | 4              | 0              | 18     | 0      |
| 2021/22 | 1899 Hoffenheim      | Bundesliga       | 3          | 0          | 0     | 0     | —              | —              | 3      | 0      |
| 2022/23 | → FC Basel           | Super League     | 28         | 1          | 3     | 1     | 15             | 1              | 46     | 3      |
| 2023/24 | 1899 Hoffenheim      | Bundesliga       | 1          | 0          | 0     | 0     | —              | —              | 1      | 0      |
| 2024/25 | Servette             | Super League     | 17         | 1          | 0     | 0     | 0              | 0              | 17     | 1      |
| Totaal  | Totaal               | Totaal           | 163        | 7          | 14    | 2     | 33             | 1              | 210    | 10     |

Bijgewerkt op 4 juli 2025.

## Interlandcarrière
Nuhu maakte zijn debuut in het Ghanees voetbalelftal op 10 oktober 2017, toen met 0–3 gewonnen werd van Saoedi-Arabië. Nuhu mocht van bondscoach James Kwesi Appiah in de basis beginnen en hij speelde het gehele duel mee. Een minuut voor rust opende de centrumverdediger de score. Door een eigen doelpunt van Osama Hawsawi en een treffer van Thomas Partey werd de uiteindelijk score bereikt. De andere debutanten waren Lawrence Ati-Zigi (FC Sochaux), John Antwi (Misr Iel-Makasa), Mohammad Abass (Harrisburg City Islanders) en Vincent Attingah (Hearts of Oak).
In november 2022 werd Nuhu door bondscoach Otto Addo opgenomen in de voorselectie van Ghana voor het WK 2022. Bij het bekendmaken van de definitieve selectie tien dagen later, was hij een van de afvallers.
| Interlands van Kasim Nuhu voor Ghana | Interlands van Kasim Nuhu voor Ghana | Interlands van Kasim Nuhu voor Ghana | Interlands van Kasim Nuhu voor Ghana | Interlands van Kasim Nuhu voor Ghana | Interlands van Kasim Nuhu voor Ghana | Interlands van Kasim Nuhu voor Ghana |
| №                                    | Datum                                | Wedstrijd                            | Uitslag                              | Competitie                           | Goals                                |                                      |
| Als speler bij Young Boys            | Als speler bij Young Boys            | Als speler bij Young Boys            | Als speler bij Young Boys            | Als speler bij Young Boys            | Als speler bij Young Boys            | Als speler bij Young Boys            |
| ------------------------------------ | ------------------------------------ | ------------------------------------ | ------------------------------------ | ------------------------------------ | ------------------------------------ | ------------------------------------ |
| 1                                    | 10 oktober 2017                      | Saoedi-Arabië – Ghana                | 0 – 3                                | Vriendschappelijk                    | 44'                                  |                                      |
| 2                                    | 12 november 2017                     | Ghana – Egypte                       | 1 – 1                                | WK 2018 kwalificatie                 |                                      |                                      |
| 3                                    | 30 mei 2018                          | Japan – Ghana                        | 0 – 2                                | Vriendschappelijk                    |                                      |                                      |
| 4                                    | 7 juni 2018                          | IJsland – Ghana                      | 2 – 2                                | Vriendschappelijk                    | 66'                                  |                                      |
| Als speler bij 1899 Hoffenheim       |                                      |                                      |                                      |                                      |                                      |                                      |
| 5                                    | 18 november 2018                     | Ethiopië – Ghana                     | 0 – 2                                | AK 2019 kwalificatie                 |                                      |                                      |
| 6                                    | 23 maart 2019                        | Ghana – Kenia                        | 1 – 0                                | AK 2019 kwalificatie                 |                                      |                                      |
| 7                                    | 9 juni 2019                          | Ghana – Namibië                      | 0 – 1                                | Vriendschappelijk                    |                                      |                                      |
| 8                                    | 15 juni 2019                         | Ghana – Zuid-Afrika                  | 0 – 0                                | Vriendschappelijk                    |                                      |                                      |
| 9                                    | 25 juni 2019                         | Ghana – Benin                        | 2 – 2                                | AK 2019                              |                                      |                                      |
| 10                                   | 29 juni 2019                         | Kameroen – Ghana                     | 0 – 0                                | AK 2019                              |                                      |                                      |
| 11                                   | 8 juli 2019                          | Ghana – Tunesië                      | 1 – 1 (4 – 5 n.s.)                   | AK 2019                              |                                      |                                      |
| Als speler bij Fortuna Düsseldorf    |                                      |                                      |                                      |                                      |                                      |                                      |
| 12                                   | 14 november 2019                     | Ghana – Zuid-Afrika                  | 2 – 0                                | AK 2021 kwalificatie                 |                                      |                                      |
| 13                                   | 18 november 2019                     | Sao Tomé en Principe – Ghana         | 0 – 1                                | AK 2021 kwalificatie                 |                                      |                                      |
| Als speler bij 1899 Hoffenheim       |                                      |                                      |                                      |                                      |                                      |                                      |
| 14                                   | 9 oktober 2020                       | Mali – Ghana                         | 3 – 0                                | Vriendschappelijk                    |                                      |                                      |
| 15                                   | 17 november 2023                     | Ghana – Madagaskar                   | 1 – 0                                | WK 2026 kwalificatie                 |                                      |                                      |
| 16                                   | 21 november 2023                     | Comoren – Ghana                      | 1 – 0                                | WK 2026 kwalificatie                 |                                      |                                      |
| 17                                   | 22 maart 2024                        | Nigeria – Ghana                      | 2 – 1                                | Vriendschappelijk                    |                                      |                                      |

Bijgewerkt op 4 juli 2025.

## Erelijst
| Super League | 1 | 2017/18 |